# بيت الجبري (بني العوام)

تعديل مصدري - تعديل

بيت الجبري هي إحدى قرى عزلة بني الذواد بمديرية بني العوام التابعة لمحافظة حجة، بلغ تعداد سكانها 96 نسمة حسب تعداد اليمن لعام 2004.